# 天狗 (お笑い)
てんぐは、吉本興業東京本社（東京吉本）に所属する日本のお笑いコンビ。2004年4月結成。NSC東京校9期出身。2023年6月に天狗からてんぐに改名した。

## メンバー
横山 ミル（よこやま ミル、1980年3月10日（45歳） - ）ツッコミ・ネタ作り担当
- 兵庫県神戸市長田区出身、近畿大学卒業。A型。愛称は「よっこん」で、小学校高学年からのものという。中学時代はハンドボール部に所属。
- 母はリトバルスキー、姉は浅野忠信に似ている[3]。
- 大学生時代、元カノとのヨリを戻そうと歌を作ったことがある[4][5]。
- ツッコミのフレーズとして「アカンで!」というものを頻繁に用いる。他には「ええで!」といった言葉も用いる。漫才の最初に「似てるけど!」と前に出てきてツッコむ。
- 業界用語の漫才「トトーリトーメン」の生みの親。
- 占い芸人としても活動。2018年7月よりアガルTV（元占いTV）の占い芸人発掘企画で200人弱のうちの6人に選ばれ、占い芸人としてデビューする。 姓名判断、手相、タロット、オラクルを使って占う。姓名判断で奇天烈な改名案を提示するという芸を『ウチのガヤがすみません』（日本テレビ）などで披露している[6]。2020年12月10日から占いのYouTube「占いtubeミルミルミライ」を始める。
- 2018年2月より大塚ドリームシアターのエンタメ集団「大塚ドリームSHOW」の舞台の脚本、演出を手掛ける。
- 2023年6月のコンビ名の改名に併せて個人名も「横山裕之」から「横山ミル」に改名した[2]。
- 株式会社 I CAN DAY 代表取締役[7]

マジ川田 （マジ かわた 、1979年8月27日（45歳） - ）ボケ担当
- 兵庫県神戸市長田区出身。A型。眼鏡を掛けているが、眼は悪くなくダテである。
- 高校卒業後の4年間、靴工場で働いていたことがある[3]。
- 2011年に吉本ブサイクランキングで6位にランクインした。
- 2023年6月のコンビ名の改名に併せて個人名も「川田哲志」から「マジ川田」に改名した[2]。

## 略歴
小学校以来の同級生で、横山、川田ともに神戸市立五位の池小学校、神戸市立高取台中学校、兵庫県立須磨友が丘高等学校の出身である。横山が大学を卒業する際、川田がお笑いを始めるから東京へ行こうと誘いの電話をかけたのがきっかけでNSC東京校へ入学した。
2010年10月25日から開始した、ルミネtheよしもとの楽屋からUSTREAM配信される情報番組『ルミネtheよしもと なう。』第1回目放送のMCを担当した。以降、月1回ペースでMCを担当していた。2013年1月21日より3代目「埼玉県住みます芸人」として活動しているほか、ルミネtheよしもとのバトルライブ「CHANGE」へ出演している。2021年10月より「首都圏住みます芸人」として活動。パンクブーブー率いる「華無会（実力はあるが容姿の点で損をしている芸人グループ）」の一員。2023年6月に天狗からてんぐに改名した。

## 芸風
自己紹介で横山が「僕が、天狗の横山裕之と申します。よろしくお願いしまーす」と普通に名乗り、川田が「どうも、光浦靖子です」とボケて横山が「いや、似てるけど!!」とツッコむツカミが多用される。先述のように光浦の他にはもたいまさこ、ZAZYと名乗るパターンもある。
持ちネタに「パンツ2人履き」がある。服装はTシャツに下はパンツ一丁。川田のパンツに横山が後ろ向きで入り込み、色んな動きをする。
バラエティ番組『もてもてナインティナイン』（TBSテレビ）の企画で放送された、自身の結婚式で披露した漫才が「日本一泣ける漫才」として話題となる。SNSの再生回数は500万回以上。
『アメトーーク!』（テレビ朝日）の「パクリたい-1グランプリ」で披露した業界用語の漫才の「トトーリトーメン」が話題となる。

## 賞レースでの戦績
M-1グランプリには2004年から2019年まで出場している。2009年大会で初めて準決勝に進出した際、大谷ノブ彦（ダイノジ）がブログで「敗者復活戦の天狗とロシアンモンキー、あいつらの漫才を見たときに感動した。ちゃんと漫才と向き合ったんだなぁ、って」とコメントを綴り、彼らを称賛している。
- M-1グランプリ2004 1回戦出場
- M-1グランプリ2005 2回戦進出
- M-1グランプリ2006 2回戦進出
- M-1グランプリ2007 3回戦進出
- M-1グランプリ2008 2回戦進出
- M-1グランプリ2009 準決勝進出
- M-1グランプリ2010 準々決勝進出（予選 38位）
- M-1グランプリ2015 準々決勝進出
- M-1グランプリ2016 3回戦進出
- M-1グランプリ2017 2回戦進出
- M-1グランプリ2018 2回戦進出
- Ⅿｰ1グランプリ2019 3回戦進出[10]

## 出演

### テレビ
- オンバト+（NHK総合） - 戦績6勝3敗 最高513KB
- 本番で〜す!（テレビ東京、2008年2月16日）
- インパクト!（フジテレビ） - マジ川田のみ
- ぐるぐるナインティナイン（2009年5月14日、日本テレビ） 「おもしろ荘へいらっしゃい!」
- U・LA・LA@7 （2009年8月25日、TOKYO MX）「よしもとうららちゃん」
- ハッピーMusic（2011年8月6日、日本テレビ）
- マバタキー（2012年12月31日・2013年3月27日、フジテレビ）
- おはスタ「おはネタ★選手権」コーナー（2016年5月25日、テレビ東京）
- もてもてナインティナイン（2013年9月24日、TBSテレビ）
- アメトーーク!
  - 「坊主芸人vsロン毛芸人」（2014年9月28日） - マジ川田のみ
  - 「第1回ザキヤマ&フジモンがパクりたい-1GP」
- 笑札
- 千原ジュニアの粋な夜（2015年1月8日、TBSテレビ）- 横山ミルのみ
- バクモン学園（2017年5月9日・5月30日、テレビ朝日）
- 博多華丸のもらい酒みなと旅2（テレビ東京） - 横山ミルのみ
- ヤンごとなき - 横山ミルのみ
- 明石家地下王国
- 歴史漫才 ヒストリーズ・ジャパン（東名阪ネット6） - 横山ミルのみ、黒田官兵衛 役
- ツギクルもん（2016年2月13日、フジテレビ）
- 1個だけイエロー（2016年2月17日、メ～テレ）
- 有田ジェネレーション（TBSテレビ、2016年9月26日）
- ウチのガヤがすみません!（2018年2月18日、3月6日、2020年7月1日、9月29日、2021年2月16日、3月30日、4月13日、6月1日、8日、日本テレビ）- 横山ミルのみ
- にちようチャップリン（2018年2月18日、4月29日、2019年3月、2021年6月20日、テレビ東京）
- 新shock感（2021年1月16日、テレビ東京）
- 復活!ウチのガヤがすみません!2時間スペシャル（2023年8月1日、日本テレビ） - 横山ミルのみ

### ラジオ
- ひるどき!さいたまーず（2023年5月31日、NHK-FM さいたま）[11]

### ネット配信
- 火花 第2話（2016年、Netflix）
- バラエティ開拓バラエティ 日村がゆく（2018年9月5日、AbemaTV）裸芸人祭り
- 見える（2021年6月30日、AbemaTV）- 横山のみ

### ライブ
- 明治安田生命保険相互会社 爆笑ライブ - 2010年10月30日
- AGE AGE LIVE（ヨシモト∞ホール）
- 渋谷ばちーんんんLive（ヨシモト∞ホール） - 2011年1月～終了
- LUMI☆NETA 90（ルミネtheよしもと） - 不定期出演中
- 業界イチの青田買いライブ（ルミネtheよしもと） - 不定期出演中
- 彩Jr.ライブ（ヨシモト∞ホール） - 2013年3月～出演中

他多数
単独ライブ
- グラインドハウス単独ライブ〜5GAP＆天狗〜（新宿シアターブラッツ、2009年5月9日）
- 漫才やっとんな。〜川田はアカンで!!〜（新宿シアターブラッツ、2010年3月21日）
- てんてんてんぐ。〜やっぱり川田はアカンで!〜（新宿シアターブラッツ、2011年3月5日）
- 新ネタバトル!Bリーグ - 不定期出演中

### DVD
- ルミネtheよしもと 業界イチの青田買い 2010 SPECIAL

### その他
- PLAY!AWA'S 〜美と笑いの大お見せ合いパーティ〜（GyaO）
- ルミネtheよしもと なう。（Ustream、2010年10月25日 - 月1回出演中）

## 単独ライブ
- 2006年
  - 12月3日 - 「天狗漫才ライブ」（シアターD/東京）
- 2010年
  - 3月21日 - 「漫才やっとんな。〜川田はアカンで!!〜」（シアターブラッツ/東京）
- 2012年
  - 8月24日 - 「I can day」（シアターブラッツ/東京）
- 2013年
  - 8月23日 - 「帰ってきた I can day!」（ヨシモト∞ホール/東京）